# Barbosa (Antioquia)

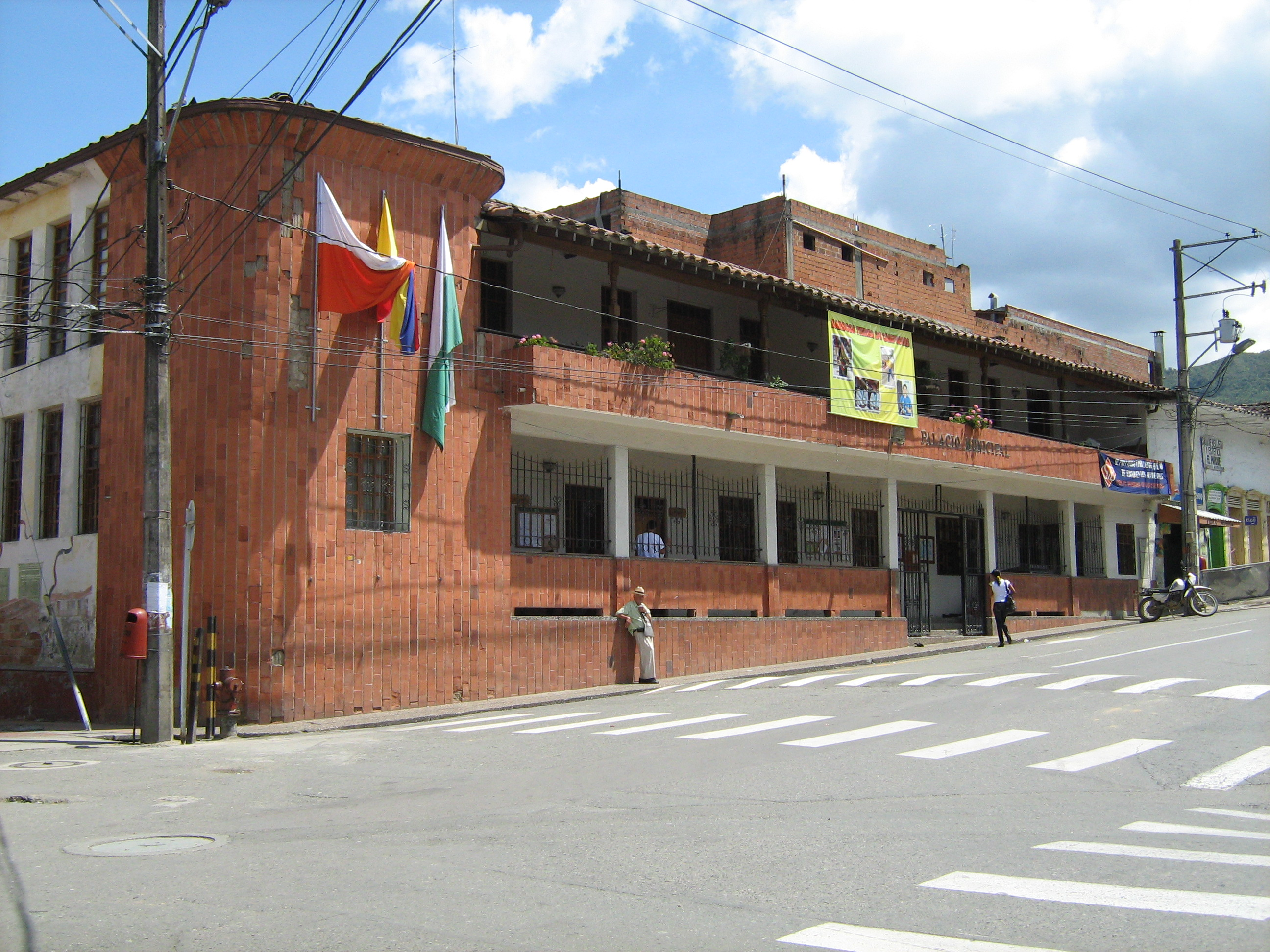
Sede da prefeitura de Barbosa.

Barbosa é uma cidade e município da Colômbia, no departamento de Antioquia. Faz parte da região metropolitana de Medellín. Dista 42 quilômetros de Medellín, a capital do departamento.